# In Country
In Country är ett samlingsalbum från 1992 av den svenska pop- och countrysångerskan Kikki Danielsson. Det innehåller flera av hennes mest berömda countryinspelningar. 

## Låtförteckning
1. Listen to a Country Song
2. Talking in Your Sleep
3. Walk on By
4. Stand by Your Man
5. Sweet Little You
6. Nine to Five (9 to 5)
7. U.S. of America
8. Cowboy Yodel Song
9. Diggy Diggy Lo
10. Good Year for the Roses
11. Stagger Lee
12. Texas when I Die
13. Take Me to the Pilot
14. Nashville, Tennessee

## Medverkande musiker
- Kikki Danielsson, sång
- Kjell Öhman, piano
- Rutger Gunnarsson, bas
- Roger Palm, Ola Brunkert, trummor
- Hasse Rosén, gitarr, dobro